# Haruka Tomatsu
Haruka Tomatsu (戸松 遥 Tomatsu Haruka?,  Ichinomiya, Prefectura de Aichi, 4 de febrero de 1990) es una actriz de voz y cantante japonesa, afiliada a Music Ray'n. Como cantante, ella es miembro del Grupo Sphere junto con Aki Toyosaki, Ayahi Takagaki y Minako Kotobuki.

## Carrera
Tomatsu debutó como actriz de voz en 2007, en la serie Shinkyoku Sōkai Polyphonica como Corticarte Apa Lagranges. Desde entonces ha tenido otros papeles importantes como Lala Satalin Deviluke en To Love-Ru, Asuna Yuuki en Sword Art Online, Morgiana en Magi: The Labyrinth of Magic, Shiho Sannomiya en Zettai Karen Children, M.M en Kemeko Deluxe, Zero Two en Darling in the Franxx y Nagi en Kannagi. Antes de graduarse de la escuela secundaria en 2008, Haruka vivía en Ichimomiya, ciudad donde a menudo tomaba el Shinkansen, viajando de ida y vuelta entre Nagoya y Tokio para asistir a las grabaciones. Luego de graduarse, ingresó a una universidad en Tokio, donde reside actualmente.
Ha sido condecorada con el premio "Synergy" por su trabajo en Yo-Kai Watch como Keita Amano, en la novena edición de los Seiyū Awards.

## Vida personal
Tomatsu anunció su matrimonio en su blog el 11 de enero de 2019. El 9 de febrero de 2021, anunció el nacimiento de su primer hijo, una niña.

## Filmografía

### Anime
Los papeles principales están en negrita.
2007
- Bokurano como Futaba Yamura.
- Engage Planet Kiss Dum como Mayura (eps 1, 12)
- Gakuen Utopia Manabi Straight! como estudiante (ep 10); Sweets Student (ep 3).
- Les Misérables: Shōjo Cosette como Audrey.
- Moetan como Sumi Kuroi.
- Shinkyoku Sōkai Polyphonica como Corticarte Apa Lagranges.
- Sky Girls como Yayoi Makihara.

2008
- Kannagi como Nagi.
- Kemeko Deluxe! como M.M.
- Kyōran Kazoku Nikki como Senko Himemiya/Chika Midarezaki.
- Mobile Suit Gundam 00 Second Season como Mileina Vashti.
- Shina Dark como Garlet Fey Sowauge.
- To Love-Ru como Lala Satalin Deviluke.
- Zettai Karen Children como Shiho Sannomiya.

2009
- Asu no Yoichi!  como Ayame Ikaruga.
- Asura Cryin' como Misao Minakami.
- Basquash! como Rouge.
- Cross Game como Aoba Tsukishima.
- Shinkyoku Soukai Polyphonica Crimson S como Corticarte Apa Lagranges.
- White Album como Mizuki Mana.
- THE iDOLM@STER como Ai Hidaka.
- CANAAN como Yunyun.
- Nyan Koi! como Kotone y Akari Kirishima.
- GA Geijutsuka Art Design Class como Yamaguchi, Kisaragi.
- Seitokai no Ichizon como Miyashiro Kanade.
- Sora no Manimani como Hime Makita.
- To Aru Kagaku no Railgun como Kinuho Wannai.
- Yoku Wakaru Gendai Mahō como Yumiko Cristina Ichinose.

2010
- Asobi ni Iku yo! como Manami Kinjō.
- Durarara!! como Rio Kamichika.
- Ichiban Ushiro no Dai Maō como Eiko Teruya.
- Katanagatari como Princess Hitei.
- Inazuma Eleven como Kudou Fuyuka.
- Ladies versus Butlers! como Hedyeh.
- Mitsudomoe como Hitoha Marui.
- Mobile Suit Gundam 00 the Movie: Awakening of the Trailblazer como Mileina Vashti.
- Motto To Love-Ru como Lala Satalin Deviluke.
- Otome Yōkai Zakuro como Byakuroku.
- Shiki como Megumi Shimizu.
- Sora no Oto como Maria.
- Star Driver: Kagayaki no Takuto como Kita no Miko/Sakana-chan.
- WORKING!! como Mitsuki Yashiba.

2011
- Ano Hi Mita Hana no Namae o Bokutachi wa Mada Shiranai como Naruko "Anaru" Anjō.
- C: The Money of Soul and Possibility Control como Msyu.
- Hanasaku Iroha como Yuina Wakura.
- Mitsudomoe Zoryochu! como Hitoha Marui.
- Inazuma Eleven Go como Nishizono Shinsuke.
- Softenni como Yayoi Hiragishi/Uzuki Hiragishi.
- Beelzebub (manga) como Angelica.
- Nekogami Yaoyorozu como Mayu.

2012
- Accel World como Megumi Wakamiya.
- Ano Natsu de Matteru como Ichika Takatsuki
- Binbō-gami ga! como Ranmaru Rindou.
- Inazuma Eleven Go: Chrono stone como Nishizono Shinsuke.
- Magi: The Labyrinth of Magic como Morgiana.
- Mōretsu Pirates como Gruelle Serenity.
- Natsuiro Kiseki como Yuka Hanaki.
- Sword Art Online como Asuna.
- To Love-Ru Darkness como Lala Satalin Deviluke.
- Tonari no Kaibutsu-kun como Shizuku Mizutani.
- Nerawareta Gakuen como Yuriko Yamagiwa.

2013
- Ano Natsu de Matteru como Ichika Takatsuki
- Coppelion como Ibara Naruse.
- Valvrave the Liberator como Saki Rukino.
- Pretty Rhythm Raimbow Live como Beru Renjouji.
- To Aru Kagaku no Railgun S como Kinuho Wannai.
- Pokémon: XY como Jessica.
- Samurai Flamenco como Mari Maya.

2014
- Happiness Charge PreCure! como Iona Hikawa/Cure Fortune.
- Mahōka Kōkō no Rettōsei como Sayaka Mibu
- Sakura Trick como Haruka Takayama.
- Hōzuki no Reiretsu como Shizuku Mizutani (Episodio 7)
- Inazuma Eleven GO Galaxy como Neol Lotts
- Madan no Ō to Vanadis como 'Eleonora "Elen" Viltaria'.
- Wake up Girls! como Karina
- Yōkai Watch como Keita Amano.
- Sword Art Online II como Asuna.

2015
- Absolute Duo como Imari Nakagura
- Yahari Ore no Seishun Love Come wa Machigatteiru. Zoku como Kaori Orimoto.
- Dungeon ni Deai o Motomeru no wa Machigatteiru Darō ka como Eina Tulle.
- Gintama como Sakata Ginko (Gintoki Genderbend).
- Yōkai Watch 2 como Keita Amano.
- To Love Ru Darkness Second como Lala Satalin Deviluke.
- GATE como Piña Co Lada.
- Tokyo Ghoul √A como Nashiro Yasuhisa

2016
- ReLIFE como Rena Kariu

2017
- Kokuhaku Jikkō Iinkai ~ Ren'ai Series~ como Natsuki Enomoto.
- Kuzu no Honkai como Sanae Ebato.
- Tsurezure Children como Hotaru Furuya.
- Sword Art Online: Ordinal Scale como Asuna

2018
- Darling in the Franxx como Zero Two
- Violet Evergarden como Iris Cannary.
- Persona 5: The Animation como Haru Okumura.
- Sword Art Online: Alicization como Asuna

2019
- Ueno-san wa Bukiyō como Kitanaga[2]
- Sword Art Online: Alicization - War of Underworld como Asuna
- Ore wo Suki nano wa Omae dake ka yo como Sumireko Sanshokuin
- Joshi Kōsei no Mudazukai como Akane «Wota» Kikuchi
- Yatogame-chan Kansatsu Nikki como Monaka Yatogame

2020
- Yatogame-chan Kansatsu Nikki 2 Satsume como Monaka Yatogame
- Yahari Ore no Seishun Love Come wa Machigatteiru: Kan (III) como Kaori Orimoto.

2021
- Horimiya como Kyouko Hori
- Re:Zero kara Hajimeru Isekai Seikatsu como Fortuna
- Sword Art Online Progressive: Aria of a Starless Night como Asuna

2022
- Sword Art Online Progressive: Scherzo of a Dark Dusk como Asuna
- Yofukashi no Uta como Seri Kikyō
- Shaman King como Teruko Amano

2023
- Ayakashi Triangle como Yayoi Toba
- Kimi wa Hōkago Insomnia como Yui Shiromaru
- Higeki no Genkyō to naru Saikyō Gedō Last Boss Joō wa Min no tame ni Tsukushimasu como Tiara
- Horimiya: -piece- como Kyōko Hori

2024
- Grendizer U como Teronna Aqua Vega, Rubina Beryl Vega

### OVA
- Ichigo Mashimaro como estudiante mujer.
- Kannagi como Nagi.
- Mobile Suit Gundam Unicorn como Micott Bartsch.
- Tales of Symphonia como chica (ep 3).
- To Love-Ru como Lala Satalin Deviluke.
- Air Gear: Kuro no Hane to Nemuri no Mori como Ringo Noyamano.
- Zettai Karen Children OVA como Shiho Sannomiya.
- Baby Princess 3D Paradise 0 (Love) como Hikaru.

### Drama CD
- Kyōran Kazoku Nikki como Senko Himemiya/Chika Midarezaki.
- Blaue Rosen
- To Love-Ru como Lala Satalin Deviluke.
- HoneyWorks- Yakimochi no kotae como Enomoto Natsuki.

### Videojuegos
- Arc Rise Fantasia como Cecille
- Blaze Union: Story to Reach the Future como Cerica.
- Fate/Grand Order como Minamoto no Raiko.
- Chaos Rings II como Marie Crichton.
- Corpse Party: Book of Shadows como Mitsuki Yamamoto.
- Dragon Nest como Charti.
- Harvest Moon Grand Bazaar como Antoinette.
- The Idolm@ster: Dearly Stars como Ai Hidaka.
- Koumajou Densetsu II: Yougen no Chingonka como Alice Margatroid and Komachi Onozuka.
- Magical Girl Lyrical Nanoha A's: The Gears of Destiny como Lily Strosek y Amitie Florian.
- Rune Factory 3 como Ion.
- Valkyria Chronicles 2 como Aliasse.
- Super Mecha Champions como R.E.D
- Dengeki Bunko Fighting Climax como Asuna Yuuki.
- Sword Art Online Re: Lost Song como Asuna.
- Sword Art Online Re: Hollow Fragment como Asuna Yuuki.
- Sword Art Online: Infinite Moment como Asuna Yuuki.
- Sword Art Online: Memory Defrag como Asuna Yuuki.
- Sword Art Online: Fatal Bullet como Asuna Yuuki.
- Alchemy Stars como Dove.
- Persona 5 como Haru Okumura.
- Persona 5: Dancing Star Night como Haru Okumura.
- Girls' Frontline como M4A1.
- Tower of Fantasy como Nemesis, Shirli.
- Yahari Game demo Ore no Seishun Love Come wa Machigatteiru. Zoku como Kaori Orimoto.

### Tokusatsu
- Jūden Sentai Kyoryūger como Candellila (voz y forma humana)

### Doblaje
- Power Rangers Dino Force Brave como Candellila
- Power Rangers Mystic Force como Madison Rocca/Blue Mystic Ranger
- Smurfs: The Lost Village como Pitufina (Smurfblossom)

## Discografía

### Álbumes
1. Rainbow Road (24 de febrero de 2010)
2. Sunny Side Story (16 de enero de 2013)
3. Harukarisk*Land (18 de marzo de 2015)

### Sencillos
1. "Naissance" (3 de setiembre de 2008)
2. "Motto Hade Ni Ne!" (29 de octubre de 2008) — Tema de entrada de Kannagi: Crazy Shrine Maidens.
3. "Musuhi no Toki" (26 de noviembre de 2008) — Tema de cierre de Kannagi: Crazy Shrine Maidens.
4. "Koi no Uta" (13 de mayo de 2009) — Tema de cierre de Shinkyoku Sōkai Polyphonica Crimson S.
5. "Girls, Be Ambitious." (27 de enero de 2010) — Tema de cierre de So Ra No Wo To.
6. "Nagisa no SHOOTING STAR" (4 de agosto de 2010).
7. "Baby Baby Love" (3 de noviembre de 2010) — Tema de cierre de Motto To Love-Ru.
8. "Oh My God♥" (13 de julio de 2011) - Tema de cierre de Nekogami Yaoyorozu.
9. "Yume Sekai" (25 de julio de 2012) - Tema de cierre de Sword Art Online.
10. "Q&A Recital!" (17 de noviembre de 2012) - Tema de apertura de Tonari no Kaibutsu-kun.
11. "Courage" (3 de diciembre de 2014) - Tema de apertura de Sword Art Online II.
12. "Resolution" (6 de octubre de 2019) - Tema de apertura de Sword Art Online: Alicization War of Underworld

### Otros trabajos
- Junto con sus compañeros de elenco, participó del ending Tokyo Winter Session de la serie Itsudatte Bokura no Koi wa 10 cm Datta.[3]